# Allochrostes imperfecta
Allochrostes imperfecta är en fjärilsart som beskrevs av Louis Beethoven Prout 1916. Allochrostes imperfecta ingår i släktet Allochrostes och familjen mätare. Inga underarter finns listade i Catalogue of Life.